# ヒストリア (ゲーム会社)
株式会社ヒストリア（英: historia Inc.）は、コンピューターゲームソフトウェアの開発を行う日本の企業。コンピュータエンターテインメント協会正会員。

## 概要
2013年にUnreal Engine専門の開発会社として設立。設立者の佐々木瞬は、プランナーとしてゲーム業界入りし、前職のイニスでプログラマーに転向した。
コンシューマー、スマートフォン、アーケード、VRなど多くのプラットフォームでゲーム開発を行う。またアトラクションや展示用、バーチャルモデルルームなどノンゲームのVRコンテンツにも多く携わる。

## 開発タイトル
| 発売日         | タイトル                                      | プラットフォーム               | 発売元                             | 備考                 |
| -------------- | --------------------------------------------- | ------------------------------ | ---------------------------------- | -------------------- |
| 2015年3月23日  | ダンジョン&バーグラー                         | iOS/Android                    | ヒストリア                         |                      |
| 2015年10月9日  | スカーレット☆ファイターズ                     | iOS/Android                    | SR factory                         |                      |
| 2016年         | スペースペンギン                              | iOS/Android                    | ヒストリア                         |                      |
| 2016年         | ナレルンダー!仮面ライダーエグゼイド           | アーケード                     | バンダイナムコエンターテインメント |                      |
| 2016年6月1日   | ネコぱらいぶ                                  | Steam                          | NEKO WORKs                         | VRゲーム             |
| 2017年6月      | Airtone                                       | Steam、Oculus                  | AMG GAMES                          | VRゲーム             |
| 2017年         | ナレルンダー!仮面ライダービルド               | アーケード                     | バンダイナムコエンターテインメント |                      |
| 2018年5月17日  | Caligula Overdose -カリギュラ オーバードーズ- | PlayStation 4、Nintendo Switch | フリュー                           |                      |
| 2018年         | ナレルンダー!仮面ライダージオウ               | アーケード                     | バンダイナムコアミューズメント     |                      |
| 2019年12月18日 | ジョジョの奇妙な冒険 ラストサバイバー         | アーケード                     | バンダイナムコアミューズメント     |                      |
| 2019年         | VR転スラ ～ヴェルドラとの出会い～             |                                | バンダイナムコアーツ               | 展覧会用VRコンテンツ |
| 2019年         | ナレルンダー!仮面ライダーゼロワン             | アーケード                     | バンダイナムコアミューズメント     |                      |
| 2021年6月24日  | Caligula2                                     | PlayStation 4、Nintendo Switch | フリュー                           |                      |
| 2022年7月22日  | ライブアライブ                                | Nintendo Switch                | スクウェア・エニックス             | HD-2Dリメイク版      |

出典：